# Estação Kakhovskaia
Kakhovskaia (em russo:  Каховская) é uma estação terminal da linha Kakhovskaia (Linha 11) do Metro de Moscovo, na Rússia. A estação «Kakhovskaia» está localizada após a estação «Varchavskaia».